# Stockwurst

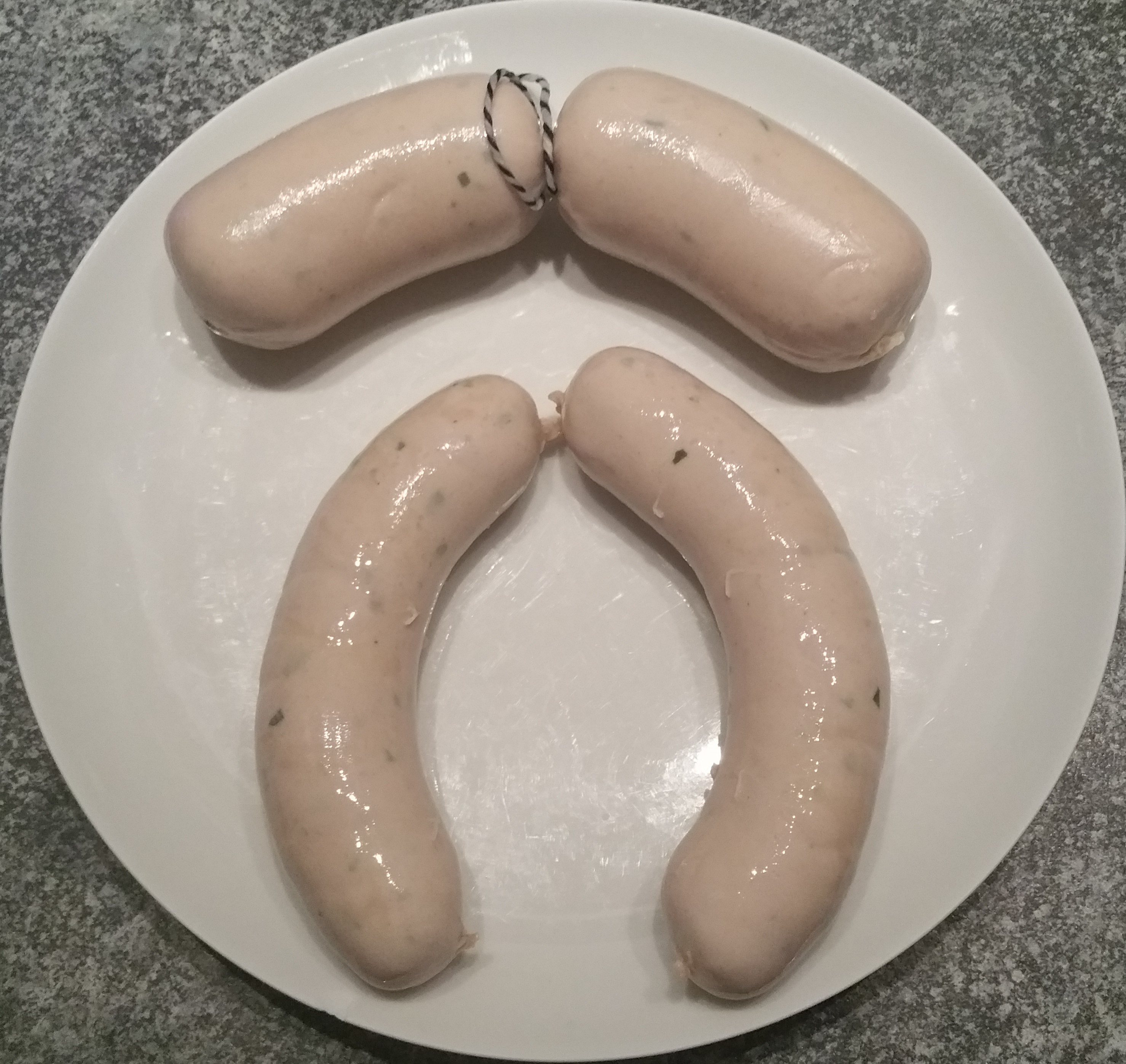
Traditionelle Bayerische Wurstspezialitäten: Stockwurst (oben; kurz und dick) und Münchner Weißwurst (unten; länger und nicht so dick)

Stockwürste sind, ebenso wie Wollwürste, ähnlich der Münchner Weißwurst eine bayerische Spezialität aus überwiegend Rindfleisch und geringeren Anteilen an Kalb- und Schweinefleisch. Stockwürste sind recht kurz und dicker als Weißwürste. Im bairischen Dialekt benutzt man für diese gedrungene Form das Adjektiv g’stockert, von dem wohl auch der Begriff Stockwurst herrührt.
Stockwürste werden nur noch selten von bayerischen Metzgern hergestellt, man findet sie gelegentlich in den Metzgereien am Viktualienmarkt in München.
Durch den höheren Anteil an Rindfleisch schmeckt die Stockwurst herzhafter und intensiver nach Fleisch als die Weißwurst. Die Stockwurst ist fast vollständig in Vergessenheit geraten, obwohl sie bis zum Ersten Weltkrieg eine sehr verbreitete Wurst vor allem für die ärmere Bevölkerung war, die sich die Weißwurst nicht leisten konnte.
Zur Herstellung der Stockwurst wird hauptsächlich Rindfleisch verwendet. Der Anteil an Schweinefleisch und Kalbfleisch ist geringer als bei der Weißwurst. Das Fleisch wird fein gekuttert, mit Kochsalz, Kräutern, Pfeffer und Zitrone gewürzt und nicht wie bei der Weißwurst in Schweinedärme, sondern in Rinderdärme abgefüllt. Die Stockwürste werden anschließend in Salzwasser gebrüht. Da die Würste nicht mit Nitritpökelsalz behandelt werden, behalten sie eine weiße Farbe.